# Ново-Атагинское сельское поселение
Ново-Атагинское се́льское поселе́ние — муниципальное образование в Шалинском районе Чечни Российской Федерации.
Административный центр — село Новые Атаги.

## История
Статус и границы сельского поселения установлены Законом Чеченской Республики от 20 февраля 2009 года № 10-РЗ «Об образовании муниципального образования Шалинский район и муниципальных образований, входящих в его состав, установлении их границ и наделении их соответствующим статусом муниципального района, городского и сельского поселения».

## Население
| 2010  | 2012  | 2013  | 2014    | 2015    | 2016    | 2017  |
| ----- | ----- | ----- | ------- | ------- | ------- | ----- |
| 8728  | ↗8889 | ↗9068 | ↗9174   | ↗9362   | ↗9441   | ↗9500 |
| 2018  | 2019  | 2020  | 2021    | 2023    | 2024    |       |
| ↗9610 | ↗9663 | ↗9738 | ↗10 203 | ↗10 339 | ↗10 518 |       |

## Состав сельского поселения
| № | Населённый пункт | Тип населённого пункта | Население |
| - | ---------------- | ---------------------- | --------- |
| 1 | Новые Атаги      | село                   | ↗10 518   |